# Immigració a Mèxic
La immigració a Mèxic ha estat marcada per les migracions indígenes mesoamericanes, abans de l'arribada dels europeus en el segle xvi i després d'aquest últim esdeveniment per la conquesta i colonització espanyola fins a començaments del segle xix. En el període colonial, també van immigrar persones segrestades en l'Àfrica subsahariana i duts de manera forçada a Mèxic com esclaus. Des de mitjans del segle xix i fins a 1930, Mèxic va ser un receptor moderat de la gran onada emigratòria europea, principalment d'espanyols. Una de les característiques de la immigració mexicana durant el segle xx va ser l'obertura del país a rebre refugiats polítics d'arreu del món, fent efectiva la tradició llatinoamericana de reconèixer el dret d'asil, principalment de les dictadures llatinoamericanes i del franquisme espanyol.
A partir de 1990, i en el marc de la globalització i el NAFTA, la immigració ha crescut notablement a Mèxic, provinent principalment dels països d'Amèrica Central i Estats Units. Molts d'aquests immigrants són temporals, ja que utilitzen a Mèxic com país de trànsit per a dirigir-se als Estats Units (transmigració), la majoria de les vegades de manera irregular.

## Taula d'immigració
En aquesta taula es reflecteix el nombre d'immigrants estrangers entre el 1990 i el 2000. Existeix un problema sobre les xifres reals, a causa de la il·legalitat de molts ciutadans estrangers i altres que només estan per un curt període en territori mexicà. En la taula podem observar les posicions per país d'immigrants que han escollit Mèxic com destinació de residència, qualssevol que siguin les causes per les quals es trobin dintre del territori. En la taula podem veure altres nacions que també tenen comunitats grans en territori mexicà. Es deduïx que la població europea i asiàtica va en augment.
D'altra banda, la població d'Amèrica del Sud va en descens, a causa del fet que els habitants d'aquesta regió emigren ara cap a la Unió Europea. És de destacar l'escassa aportació africana, en comparació amb altres procedències, tret dels casos d'egipcis i marroquins, amb una presència notable. Els immigrants procedents d'Oceania són el col·lectiu menys nombrós, amb australians i neozelandesos com a més destacats. Si bé el percentatge d'estrangers sobre la població total és baix (492.617 en 2000), ha crescut en els últims anys, passant de 0,42% en 1990, a 0,50% en 200. Per contra, la quantitat d'emigrants mexicans supera àmpliament als immigrants, amb 8,3 milions (8,52% de la població total), només als Estats Units. El detall per origen nacional pot veure's en la taula següent.
| Posició                            | País            | 2000    | 1990    |
| ---------------------------------- | --------------- | ------- | ------- |
| 1                                  | Estats Units    | 343.591 | 194.619 |
| 2                                  | Guatemala       | 23.597  | 46.005  |
| 3                                  | Espanya         | 21.024  | 24.783  |
| 4                                  | El Salvador     | 6.647   | 2.979   |
| 5                                  | Argentina       | 6.465   | 4.964   |
| 6                                  | Colòmbia        | 6.215   | 4.635   |
| 7                                  | Canadà          | 5.768   | N/D     |
| 8                                  | França          | 5.723   | 3.011   |
| 9                                  | Alemanya        | 5.595   | 4.499   |
| 10                                 | Cuba            | 5.537   | 5.217   |
| 11                                 | Itàlia          | 3.904   | N/D     |
| 12                                 | Xile            | 3.848   | N/D     |
| 13                                 | Perú            | 3.749   | N/D     |
| 14                                 | Hondures        | 3.722   | N/D     |
| 15                                 | Japó            | 2.936   | 4.195   |
| 16                                 | Veneçuela       | 2.823   | N/D     |
| 17                                 | Regne Unit      | 2.686   | N/D     |
| 18                                 | Nicaragua       | 2.522   | N/D     |
| 19                                 | Brasil          | 2.320   | N/D     |
| 20                                 | Costa Rica      | 2.175   | N/D     |
| 21                                 | Corea del Sud   | 2.100   | N/D     |
| 22                                 | R.P. de la Xina | 2.001   | N/D     |
| 23                                 | Puerto Rico     | 1.750   | N/D     |
| 24                                 | Panamà          | 1.638   | N/D     |
| 25                                 | Suïssa          | 1.478   | N/D     |
| Font: INEGI (2000) i CONAPO (1990) |                 |         |         |

## Corrents immigratoris moderns i transmigració
A partir de 1990, i en el marc de la globalització i el NAFTA, la immigració ha crescut notablement a Mèxic, passant de 341.000 estrangers en aquell any, a 492.617 persones de 2000, provinents principalment dels països d'Amèrica Central i Estats Units. Molts d'aquests immigrants són temporals, ja que utilitzen a Mèxic com país de trànsit per a dirigir-se als Estats Units (transmigrants), la majoria de les vegades de manera irregular. A causa de la irregularitat amb la qual es realitzen aquestes migracions, no existeixen dades precises sobre la seva magnitud i característiques.
El Districte Federal és el lloc que reuneix a la major quantitat d'immigrants (el 13,5% de total), i on tradicionalment s'han establert els refugiats. Entre els estats amb major nombre d'immigrants es destaca Baixa Califòrnia (12,7% del total d'immigrants), limítrof amb la regió mexicana dels Estats Units, que s'ha convertit en l'estat més cosmopolita de Mèxic per la seva diversitat cultural i ètnica procedent de l'exterior del país.
La transmigració es defineix com el trànsit d'immigrants estrangers per un país amb la condició d'arribar a un segon país. Dintre de les transmigracions a Mèxic s'han donat tres casos molt distints entre si, el primer és el dels transmigrants centro-americans i sud-americans que es veuen obligats a creuar Mèxic per a poder arribar als Estats Units, el segon és el dels molts estudiants sud-americans amb alt grau d'especialització educativa busquen aconseguir beques en universitats mexicanes, mateixes que els permeti arribar a un país amb alt desenvolupament com països europeus i Estats Units. L'últim cas de transmigrants europeus que busquen oportunitats de treball o d'inversió en països llatinoamericans, amb Mèxic o Brasil com a principals destinacions per l'alt nombre de consumidors.
També van proliferar les colònies xineses i japoneses en diverses parts del país, aquesta última notable en el sud-oest i en la Zona Rosa de la Ciutat de Mèxic. La colònia xinesa està prenent molta força econòmica en el centre del país, en particular en algunes zones comercials de la ciutat de Mèxic (restaurants i moltíssims altres tipus de comerç, fins i tot d'il·legal). Finalment, en els últims anys, el govern mexicà ha impulsat publicitàriament el que s'anomena "turisme de residència", tant per a nord-americans com europeus, per a aquells ciutadans jubilats que compren cases en destinacions turístiques mexicanes per a passar els mesos d'hivern fora dels seus països de residència originària, gastant les seves pensions en llocs de clima confortable.
És el cas sobretot del Valle de Bravo (en l'Estat de Mèxic), San Miguel de Allende (en l'estat de Guanajuato), San Cristóbal de las Casas (en l'estat de Chiapas), Chapala (en l'estat de Jalisco) i Los Cabos (en l'estat de Baixa Califòrnia Sud). Entre els immigrants centreamericans es donen tres tipus de migracions massives; com el dels treballadors temporals del Soconusco, els refugiats durant la guerres civils i els transmigrants que intenten arribar als Estats Units. La immigració centreamericana a Mèxic més destacada es deu al fet que milers d'immigrants il·legals, en el seu intent per creuar als Estats Units, han de passar per Mèxic. En no assolir arribar a la seva destinació, molts d'ells s'estableixen en el país.